# Veliko Brdo (Słowenia)
Veliko Brdo – wieś w Słowenii, w gminie Ilirska Bistrica. W 2018 roku liczyła 82 mieszkańców.